# TuRU 뒤셀도르프

TuRU 뒤셀도르프(독일어: TuRU Düsseldorf)는 독일 노르트라인베스트팔렌주의 주도인 뒤셀도르프를 연고로 하는 축구와 핸드볼 팀이다. 홈 구장은 뒤셀도르프에 있는 Stadion an der Feuerbachstraße이다.

## 역사
TuRU 뒤셀도르프는 1919년, "포르배르츠 뒤셀도르프"(독일어: Vorwärts Düsseldorf)와 "보루시아 뒤셀도르프"(독일어: Borussia Düsseldorf)가 합병되어 설립된 "클럽 뒤셀도르퍼 FK 우니온"(독일어: Vereine Düsselsdorfer FK Union과 1916년 7월까지 "에스체 아쓴 뒤셀도르프"(독일어: SC Athen Düsseldorf)라고 불린 "파우에프아르 뒤셀도르프"(독일어: VfR Düsseldorf, 그리고 "프리드리히슈태터 테파우 1880"(독일어: Friedrichstädter TV 1880)이 합병되어 생겨났다.
클럽의 가장 큰 성공은 1925년에 독일 축구리그 결승에 오른 것이다. 1930년 중반부터 1940년 중반까지 TuRU 뒤셀도르프는 독일 축구리그의 최상 리그에서 경기했다. 1950년 초반에 2부리그에 내려간 적이 있다. 그 여파로 TuRU 뒤셀도르프는 다른 아마추어 축구 리그에 속하게 되었다. 2004-05 시즌부터 2008년까지 클럽은 오베르리가 노르트라인(독일어: Oberliga Nordrhein)에 소속되었다. 2008년 리그 재편과정에 따라, TuRU 뒤셀도르프는 니더라인리가(독일어: Niederrheinliga)에 편성되었다.

## 선수 명단

### 현역
참고: FIFA 자격 규정에 따라 소속된 국가대표팀 국기를 표시합니다. 선수는 복수의 FIFA 비회원국 국적을 가지고 있을 수 있습니다.
| 번호 | 포지션 | 국적 | 이름 |
| ---- | ------ | ---- | ---- |

| 번호 | 포지션 | 국적 | 이름   |
| ---- | ------ | ---- | ------ |
| -    | MF     |      | 정연웅 |

## 역대 감독
| 감독            | 임기        |
| --------------- | ----------- |
| 디트마르 샤흐트 | 1997 ~ 2000 |